# Castelo de Valença
O Castelo de Valença localiza-se na atual Freguesia de Valença, Cristelo Covo e Arão, na cidade no Município de Valença, Distrito de Viana do Castelo, em Portugal.
No extremo Norte do país, em posição dominante sobre a margem esquerda do rio Minho, fronteira a Tui, controlava o principal ponto de travessia daquele rio, entre o Minho e a Galiza.

## História

### Antecedentes
Acredita-se que a primitiva ocupação deste sítio remonte à Invasão romana da Península Ibérica.

### O castelo medieval
A actual povoação remonta ao reinado de D. Sancho I (1185-1211), que a entregou a Paio Carramundo, com a obrigação de a povoar e organizar. Este fez erguer um reduto para a defesa do núcleo nascente, sucessivamente reformado e ampliado ao longo dos séculos.
Recebeu Carta de Foral em 1217, passando a vila, época em que se acredita que as suas muralhas estivessem concluídas. Posteriormente, em 1262, o rei D. Afonso III (1248-1279) determinou uma grande ampliação nas defesas da vila, cujas muralhas passaram a abraçar toda a povoação.
À época do reinado de D. Afonso V (1438-1481), o nome da vila foi alterado de Contrasta ("a que fica em frente") para Valença ("a valente").
Sob o reinado de D. Manuel I (1495-1521) a povoação e o seu castelo encontram-se figurados por Duarte de Armas (Livro das Fortalezas, c. 1509), onde se descortina a vila cintada por muralhas, defesa complementada por barbacãs e uma couraça.

### Vestígios do castelo medieval
Os vestígios que ainda subsistem do castelo medieval remontam às ampliações de D. Afonso III:
- a Porta do Açougue, a norte, ainda ostenta um escudo medieval na pedra de fecho;
- a Porta da Gambiarra, a leste, que comunicava para a zona ribeirinha e para a barca que fazia a travessia do rio Minho constituía a entrada principal da fortificação, era ladeada por duas imponentes torres de planta quadrangular.

### A Guerra da Restauração e a Praça-forte de Valença
No contexto da Guerra da Restauração da independência de Portugal, a posição de Valença readquiriu importância estratégica. Desse modo, uma nova etapa construtiva teve lugar, demolindo-se para esse fim a antiga cerca medieval, reaproveitando-se a sua pedra para erguer baluartes adaptados à então moderna artilharia.